# Калаян
Калая́н (таг. Calayan) — остров в проливе Лусон, принадлежащий Филиппинам, один из островов Бабуян, уступающий по величине острову Бабуян. Острова Бабуян отделены от находящегося южнее острова Лусон проливом Бабуян. Наивысшая точка — гора Калаян высотой 499 м над уровнем моря. Административно относится к муниципалитету Калаян в провинции Кагаян в регионе Долина Кагаян.
Порт Калаян в южной части острова является крупнейшим поселением на островах Балаян. Связан регулярным сообщением с Апарри и Манилой, но это сообщение часто прерывается с сентября по февраль во время сезона тихоокеанских тайфунов.
Эндемиком острова является вид пастушков-уэка — Gallirallus calayanensis, описанный в 2004 году. Вид имеет некоторое сходство с ямбару-куина.